# Roberto Liotti
Roberto Liotti (Merano, 15 novembre 1946) è un politico italiano.